# Libnotes (Libnotes) tibiocincta
Libnotes (Libnotes) tibiocincta is een tweevleugelige uit de familie steltmuggen (Limoniidae). De soort komt voor in het Australaziatisch gebied.